# Anaïs Tellenne
Pour les articles homonymes, voir Tellenne.
Anaïs Tellenne, née à Paris le 17 mai 1987, est une actrice, scénariste et réalisatrice française.

## Biographie

### Formation, carrière d'actrice et vie privée
Anaïs Tellenne est née le 17 mai 1987 à Paris. Elle est la fille des comédiens et réalisateurs Marc Tellenne dit Karl Zéro et Anne-Laure Tellenne née Chaptel dite Daisy d’Errata, et la sœur de Gabin et Vincent Tellenne, respectivement nés en 1991 et 2000. Elle a pour oncles paternels Bruno Tellenne dit Basile de Koch, par qui elle est la nièce par alliance de Virginie Tellenne née Merle, plus connue comme Frigide Barjot, et Éric Tellenne (Raoul Rabut). Elle est la conjointe du compositeur de cinéma Amaury Chabauty.
Elle est danseuse et comédienne de formation. Elle commence sa carrière comme actrice de cinéma et télévision, ainsi que comédienne de théâtre.

### Réalisatrice
Après avoir exercé comme comédienne et actrice, elle réalise son premier court-métrage, 19 Juin, sur France 2. Elle coréalise ensuite son deuxième court-métrage avec Zoran Boukherma.
En 2020, elle est coscénariste du long métrage L'Engloutie avec Louise Hémon qui obtient la bourse d'écriture Beaumarchais et le Prix du scénario.
En 2023 à 36 ans, elle réalise son premier long-métrage L'Homme d'argile,. Le film « réinvente le mythe de Pygmalion dans un manoir du Morvan » avec Emmanuelle Devos et sa muse Raphaël Thiéry qui avait déjà joué dans ses trois précédents courts-métrages. Développé au Groupe Ouest, Le film est nommé à la 80e édition de la Mostra de Venise en 2023.
En 2024, elle réalise aux États-Unis le film Les indépendants, un biopic sur l'artiste peintre impressionniste Mary Cassatt.

## Théâtre

### Actrice
- Les Fourberies de Scapin de Molière, dans le rôle de Zerbinette  mise en scène de Karl Eberhard, en tournée française sur tréteaux.
- Le Conte d'hiver de William Shakespeare, dans le rôle de Paulina  mise en scène de Claire Prévost, au théâtre de l'Épouvantail.
- Le Cabaret volant de Roch-Antoine Albaladejo  dans le rôle d'Irma au Lucernaire.
- Chat en poche de Georges Feydeau, mise en scène Christophe Barratier, Théâtre national de Nice (2009)[10].

### Mise en scène
- C'est au 5e, une comédie d'Anne Vantal jouée au Théâtre des Funambules de Montmartre à Paris, et au festival d'Avignon au théâtre du Buffon.

## Filmographie

### Réalisatrice et scénariste

#### Courts métrages
- 2018 : 19 juin[11]
- 2018 : Le Mal bleu (coréalisateur : Zoran Boukherma)[12]
- 2019 : Modern Jazz

#### Long métrage
- 2023 : L'Homme d'argile

#### Série télévisée
- Vice Versa (pilote)

#### Clip
- Depuis que j'fume plus d'shit avec Abd al Malik et Karl Zéro